# Acetátfilm
A (tri)acetát film vagy safety film, köznapi elnevezéssel negatív film a fotográfiában használt negatív képrögzítési eljárás. Ez a filmtípus az analóg fényképezőgépekbe befűzött negatív, mely (minimális csiszolgatásokkal) 1947 óta van használatban. A mai fotográfiai filmekben az acetátot poliészterrel helyettesítik.

## Története
A nitrocellulóz filmek kémiai instabilitása és gyúlékonysága miatt az Eastman Kodak Company az első világháború után nagyszabású kutatási program keretében próbált kifejleszteni egy olyan biztonságos filmet, mely könnyen használható, jó minőségű és stabil, nem gyúlékony. A cég 1923-ra fejlesztette ki saját anyagát, bár már 1908 óta ismertek voltak a komponensei. 1923-tól kezdve a Kodak fokozatosan tért át a nitrocellulózról a triacetát hordozójú filmek forgalmazására. 
A felfedezés több évtizedes kutatómunka és több tucat kutató együttes munkájának eredménye, melyet végül Schuller Aladár, a Gevaert cég magyar származású vegyészmérnöke tökéletesített 1947-ben. A szélek feliratozása az 1930-as években kezdődött.

## Az eljárás
Kizárólag gyári előállítású.

## Anyaga
Kötőanyaga zselatin, képalkotó anyaga ezüst, hordozója cellulóz-diacetát, de mivel ennek némely fizikai paramétere (szilárdsága, hőállósága, vízmegkötő-képessége) nem volt elég jó, kifejlesztették a cellulóz-triacetátot, mely mind a mai napig használatban van.